# Not Going Anywhere
Not Going Anywhere is een nummer van de Belgische zanger Berre.

## Hitlijsten
| Not Going Anywhere in de Vlaamse Ultratop 50: 28/09/2024 tot 14/12/2024: 1 t/m 12 weken 04/01/2025 tot 18/01/2025: 13 t/m 15 weken | Not Going Anywhere in de Vlaamse Ultratop 50: 28/09/2024 tot 14/12/2024: 1 t/m 12 weken 04/01/2025 tot 18/01/2025: 13 t/m 15 weken | Not Going Anywhere in de Vlaamse Ultratop 50: 28/09/2024 tot 14/12/2024: 1 t/m 12 weken 04/01/2025 tot 18/01/2025: 13 t/m 15 weken | Not Going Anywhere in de Vlaamse Ultratop 50: 28/09/2024 tot 14/12/2024: 1 t/m 12 weken 04/01/2025 tot 18/01/2025: 13 t/m 15 weken | Not Going Anywhere in de Vlaamse Ultratop 50: 28/09/2024 tot 14/12/2024: 1 t/m 12 weken 04/01/2025 tot 18/01/2025: 13 t/m 15 weken | Not Going Anywhere in de Vlaamse Ultratop 50: 28/09/2024 tot 14/12/2024: 1 t/m 12 weken 04/01/2025 tot 18/01/2025: 13 t/m 15 weken | Not Going Anywhere in de Vlaamse Ultratop 50: 28/09/2024 tot 14/12/2024: 1 t/m 12 weken 04/01/2025 tot 18/01/2025: 13 t/m 15 weken | Not Going Anywhere in de Vlaamse Ultratop 50: 28/09/2024 tot 14/12/2024: 1 t/m 12 weken 04/01/2025 tot 18/01/2025: 13 t/m 15 weken | Not Going Anywhere in de Vlaamse Ultratop 50: 28/09/2024 tot 14/12/2024: 1 t/m 12 weken 04/01/2025 tot 18/01/2025: 13 t/m 15 weken | Not Going Anywhere in de Vlaamse Ultratop 50: 28/09/2024 tot 14/12/2024: 1 t/m 12 weken 04/01/2025 tot 18/01/2025: 13 t/m 15 weken | Not Going Anywhere in de Vlaamse Ultratop 50: 28/09/2024 tot 14/12/2024: 1 t/m 12 weken 04/01/2025 tot 18/01/2025: 13 t/m 15 weken | Not Going Anywhere in de Vlaamse Ultratop 50: 28/09/2024 tot 14/12/2024: 1 t/m 12 weken 04/01/2025 tot 18/01/2025: 13 t/m 15 weken | Not Going Anywhere in de Vlaamse Ultratop 50: 28/09/2024 tot 14/12/2024: 1 t/m 12 weken 04/01/2025 tot 18/01/2025: 13 t/m 15 weken | Not Going Anywhere in de Vlaamse Ultratop 50: 28/09/2024 tot 14/12/2024: 1 t/m 12 weken 04/01/2025 tot 18/01/2025: 13 t/m 15 weken | Not Going Anywhere in de Vlaamse Ultratop 50: 28/09/2024 tot 14/12/2024: 1 t/m 12 weken 04/01/2025 tot 18/01/2025: 13 t/m 15 weken | Not Going Anywhere in de Vlaamse Ultratop 50: 28/09/2024 tot 14/12/2024: 1 t/m 12 weken 04/01/2025 tot 18/01/2025: 13 t/m 15 weken |
| Week | 1 | 2 | 3 | 4 | 5 | 6 | 7 | 8 | 9 | 10 | 11 | 12 | | 13 | 14 |
| --- | --- | --- | --- | --- | --- | --- | --- | --- | --- | --- | --- | --- | --- | --- | --- |
| Nummer | 37 | 38 | 27 | 26 | 21 | 35 | 49 | 24 | 30 | 29 | 31 | 46 | uit | 47 | 40 |
| Week | 15 | | | | | | | | | | | | | | |
| Nummer | 44 | uit | | | | | | | | | | | | | |